# عین دریج
عین دریج (به فرانسوی: Ain Dorij) یک منطقهٔ مسکونی در مراکش است که در غرب شرارده بنی حسین واقع شده‌است.

## خصوصیات
آئین دوریج ۲٬۳۲۱ نفر جمعیت دارد.